# 郭川 (航海家)
郭川（1965年1月5日—2016年10月25日（失踪）），男，山东青岛人，中国职业帆船手，航海家。

## 生平
2013年1月19日，“青岛号”帆船抵达南美洲最南端的合恩角，郭川成为第一个单人不间断环球航行过合恩角的中国人。
2013年4月5日，郭川驾驶“青岛号”回到了原点，完成环球航行，用时138天，创造了国际帆联认可的40英尺级帆船单人不间断环球航行的世界纪录。
2015年9月15日，郭川创造了人类历史上第一次驾驶帆船仅以风为动力在不间断、无补给的条件下完成了北冰洋东北航线的航行。
2016年10月25日15时，郭川进行横跨太平洋航行时，在夏威夷附近海域失联。根据美国海事搜救队提供的資訊，郭川已被确认落水。中外搜救团队虽已尽力搜救，但还是没有找到郭川本人。